# CSAV
CSAV (officielt: Compañía Sudamericana de Vapores) er en chilensk shippingvirksomhed, der blev etableret i 1872. I dag er deres primære forretningsområde containershipping, desuden har de bulkgods, kølegods og transport af køretøjer.